# Jesse Haines
Jesse Joseph Haines (Clayton, 22 luglio 1893 – Dayton, 5 agosto 1978) è stato un giocatore di baseball e allenatore di baseball statunitense di ruolo lanciatore nella Major League Baseball (MLB). È stato introdotto nella National Baseball Hall of Fame nel 1970.

## Carriera
Haines iniziò la carriera nei Cincinnati Reds nel 1918, prima di passage ai St. Louis Cardinals nel 1920, entrando subito a fare parte della loro rotazione titolare. Malgrado un record di 13 vittorie e 20 sconfitte, lanciò in 301 inning, il massimo in carriera, con 2.98 di ERA.
Haines lanciò un no-hitter il 17 luglio 1924 contro i Boston Braves, in quello che sarebbe stato l'ultimo per un lanciatore di St. Louis per oltre cinquant'anni. Lanciò in tre diverse edizioni delle World Series, tutte vinte dai Cardinals, vincendo due gare in quelle del 1926.
Durante la sua carriera, Haines fu soprannominato "Pop" a causa della sua influenza sui compagni più giovani. A partire dal 1932 iniziò a lanciare in meno partite. Si ritirò nel 1937, all'età di 43 anni. Per tre volte in carriera vinse 20 o più partite. Nel gennaio 2014, i Cardinals annunciarono Haines come uno dei 22 membri della classe inaugurale della Hall of Fame della squadra.

## Palmarès

### Club
- World Series: 3

St. Louis Cardinals: 1926, 1931, 1934

### Individuale
- St. Louis Cardinals Hall of Fame